# بايناو
ملعب كرة قدم ايفاندرو الميدا، المعروف باسم بايناو في بيليم، البرازيل. يستخدام حالياً لمباريات كرة القدم ويتسع لـ 13,792 متفرجاً.
ملعب بايناو مملوك لنادي ريمو. تم تسمية الاستاد على اسم إيفاندرو ألميدا، الذي كان لاعب وموظفًا في ريمو. الاسم المستعار بايناو هو إشارة إلى المكان الذي يقع فيه الملعب، المُسَمًّى ترافيسا أنطونيو باينا.

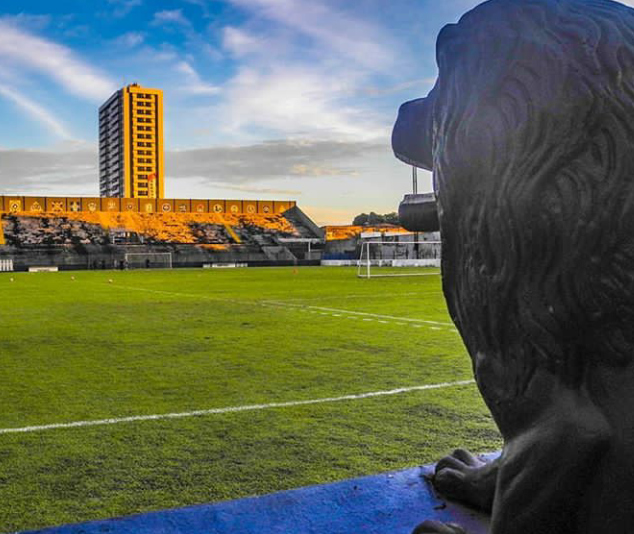
منظر للميدان ملعب بايناو

## التاريخ
في 15 أغسطس 1917، ذكرى إعادة التنظيم التي استمرت ست سنوات، افتتح نادي ريمو ملعب كرة القدم. وفقًا لصحيفة  فولها دو نورتي، في 13 أغسطس 1917. كان طول الحقل 110 أمتار وعرضه 70 مترًا. يتكون الملعب من 2,500 مقعد موزعين على المدرج، ومقسم إلى خطوط امتدادها لجناح عُلوي المخصص لعائلات الشركاء والجزء السفلي للشركاء.
وفقاً للجدول الزمني الشامل الذي يبدأ بإطلاق 21 طلقة في الصباح، تم لعب المباراة الافتتاحية في الملعب بين فريقي نافال ريسيرف وتم أيضاً اختيار دوري باراينس لكرة القدم. ولم تفصح الصحف عن نتيجة المباراة، وأبلغت فقط بالتصفيات وباسم الحكم هوجو لياو.
كانت أول مباراة لريمو في ملعب بايناو في 2 سبتمبر 1917، عندما تغلب على بانثر 3-1. وفي ذلك اليوم سجل دودو، شيرمونت ودجالما أهداف نادي ريمو.
بلغ سجل الحضورفي الملعب 33,487 متفرجاً، تم تسجيله في 7 سبتمبر 1976 عندما فاز ريمو على بايساندو 5-2.

### الإصلاح الأول
في عام 1935، أعاد فريق ريمو هيكلة ملعبه بمدرجات أكبر. للاحتفال بإعادة افتتاح الملعب، دعا ريمو نادي بايساندو إلى مباراة ودية في 26 مايو 1935، وفاز بنتيجة 5-4.

### تدشين العواكس
في اليوم الذي أكمل فيه 29 عامًا من إعادة التنظيم، افتتح ريمو الأضواء لملعب كرة القدم. استقبل المحول من شركة بارا الكهربائية التيار بجهد عالي (2000 فولت)، المحوله إلى 220 فولت، وهو الجهد الذي تتلقاه الشبكة الكهرباء. تم تزويد المدخلات ذات الجهد العالي بمانع صواعق بيليه وشبكة الإضاءة التي يقودها مفتاح ربط ثلاثي الاتجاهات، مع صمامات 250 أمبير.

### المنع وإعادة الافتتاح
في عام 2013، تحت إدارة الرئيس زيكا بيراو، تم تصميم مشروع لتحويل الملعب إلى ساحة كرة قدم حديثة. تضمنت التغييرات التالية: تغييرالعشب، استبدال السياج بألواح أكريليك، نظام إضاءة جديد، وبناء جناح كابينة جديد. ومع ذلك، تم استيفاء البندين الأولين فقط. في العام التالي، تم هدم المنطقة التي فيها كراسي الشخصيات المهمة في الاستاد (حيث سيتم بناء الكبائن مكانها)، بالإضافة إلى ذلك، تم إزالة أيضاً نظام الإضاءة، لكن عدم إعادة انتخاب زيكا بيراو منع مزيد من الإصلاحات.
في 1 مايو 2014، فاز ريمو على إندبيندينتي توكوروي 4-0 - عكس النتيجة المتوقعة 3-0 - وتأهل لنهائيات كامبيوناتو باراينس التي سيكونون أبطالها. كانت هذه آخر مباراة رسمية يلعبها لياو في أرضه. في السنوات التالية، تدهورت تدريجياً البنية التحتية لملعب بايناو، مما جعله غير قادرعلى استضافة مباريات للمسابقات الرسمية. كان هذا انعكاسًا للحظات عدم الاستقرارالسياسي التي عاشها النادي.
في عام 2017، قررت مجموعة من المشجعين تولي زمام المبادرة، من خلال مشروع "يا ريتورنو دو ري أو بايناو" (عودة الملك إلى بايناو)، والذي توقع عودة الملعب بعد الانتهاء من مراحله 10. كان هناك ضعفاً في البداية من موارد مبيعات الكؤوس وإيرادات الألعاب، ولكن اكتسب المشروع القوة من الداعمين، بما في ذلك بدعم من مجلس إدارة النادي. حتى مع وجود العديد من الصعوبات، تمت مكافأة كل الجهود، وبعد خمس سنوات، أعيد افتتاح ملعب بايناو، لتلبية جميع المطالب التي فرضها الاتحاد البرازيلي لكرة القدم. تمت إعادة الافتتاح في 13 يوليو 2019، عندما تعادل ريمو 2-2 مع لوفيردينز، في مباراة بطولة سيري سي البرازيلية.

## الروابط الخارجية
- معابد كرة القدم
- نادي ريمو